# Airbag

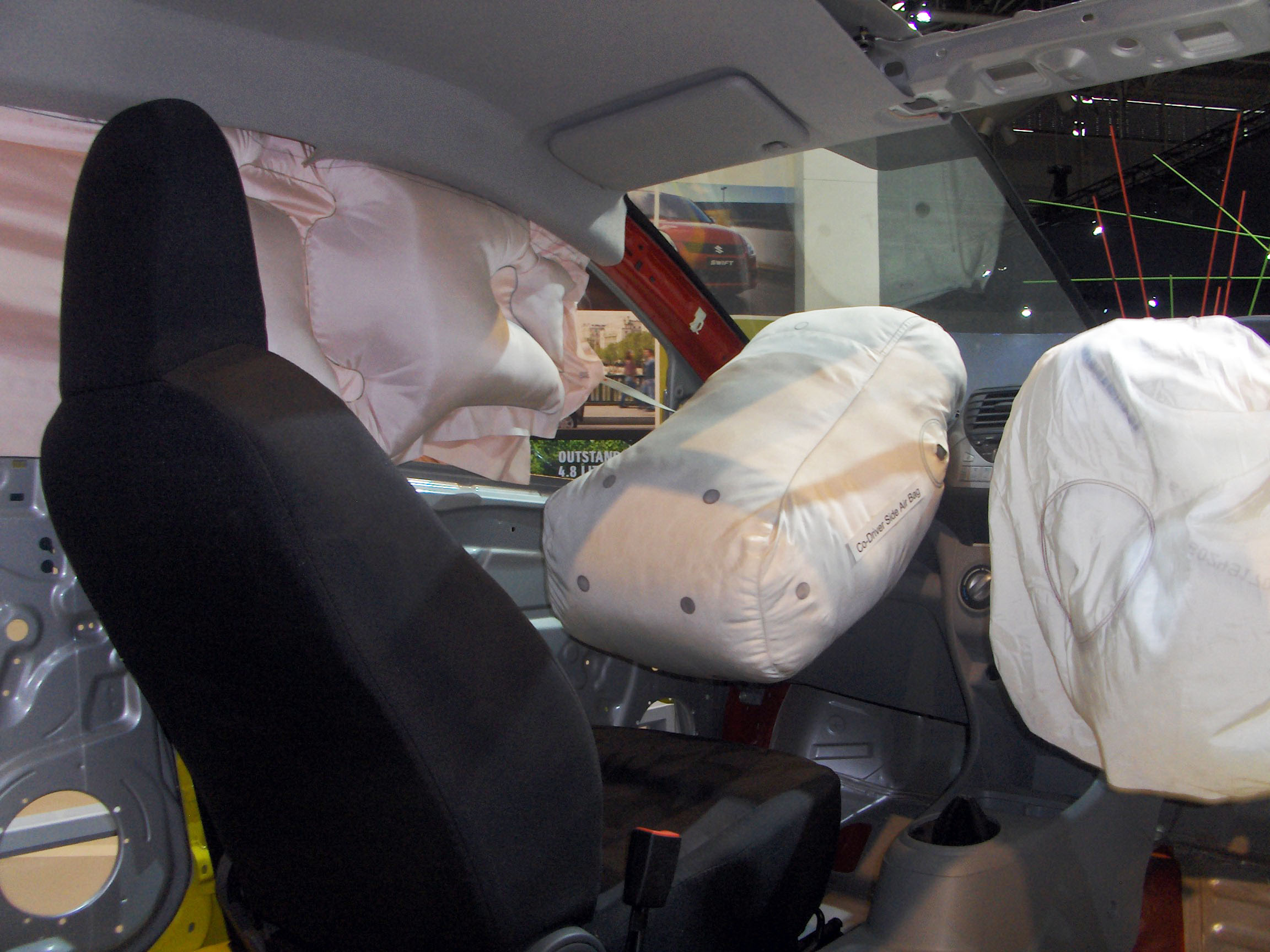
Schaumodell Airbags Suzuki Alto (Rechtslenker)

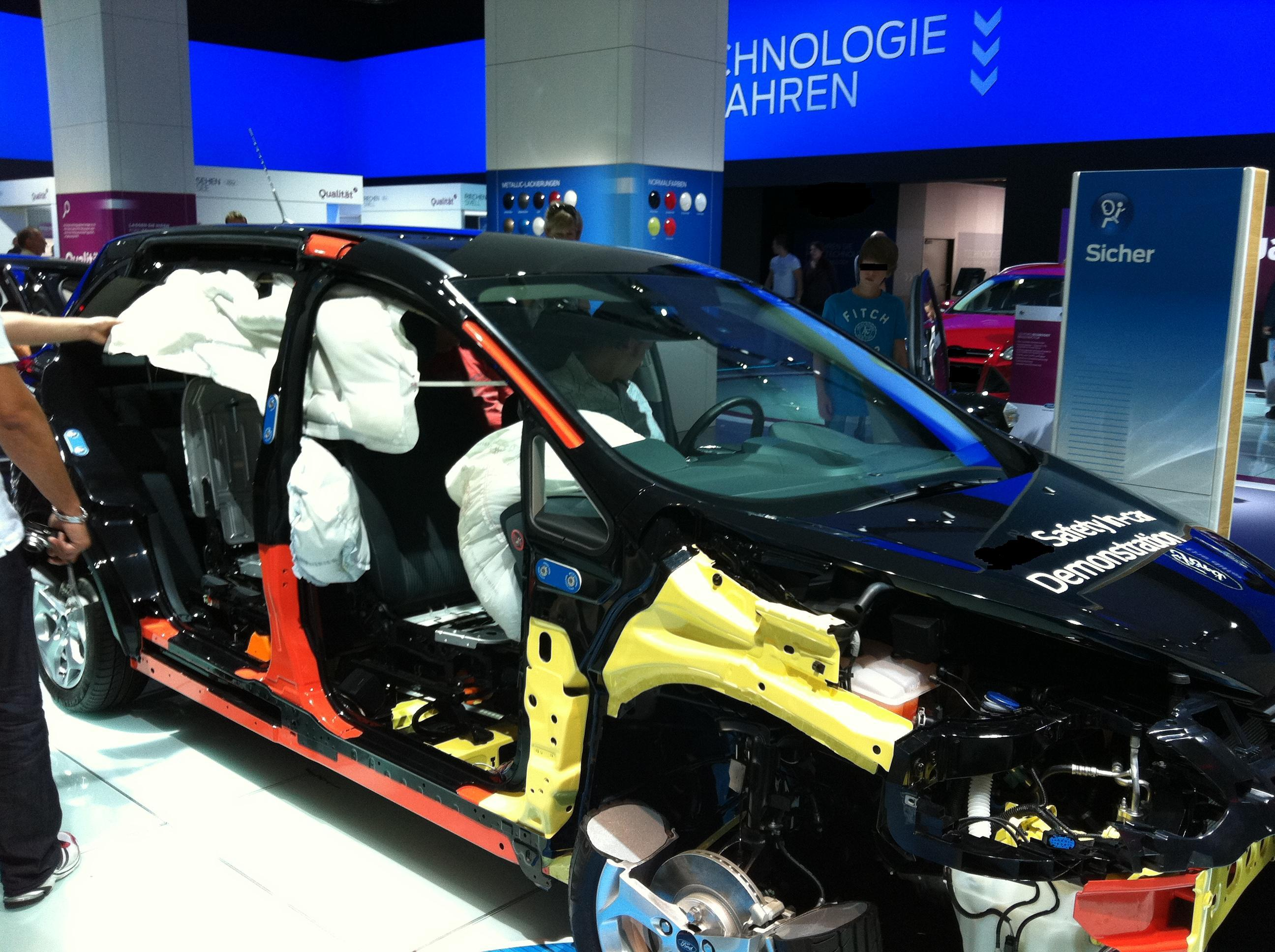
Schaumodell Airbags Ford C-Max

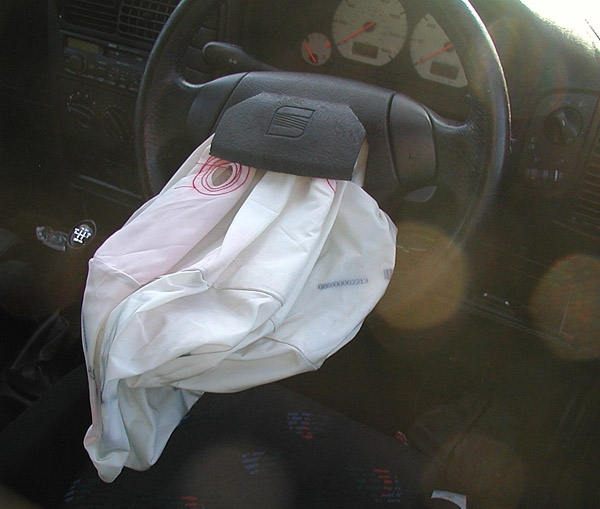
Erschlaffter Fahrerairbag nach einem Unfall

Ein Airbag (von englisch air bag ‚Luftsack‘), Prallkissen oder SRS (Supplemental Restraint System) ist ein Teil des Insassenrückhaltesystems von Kraftfahrzeugen und Flugzeugen. Er kommt auch als Airbaglandesystem oder Lawinenairbag zum Einsatz. Der Airbag im Kraftfahrzeug besteht aus einem Kunststoffsack, der sich bei einem Unfall innerhalb von 20 bis 50 Millisekunden mit einem lauten Knall zwischen dem Insassen und Teilen des Fahrzeuginnenraumes entfaltet. Dadurch wird verhindert, dass der Insasse gegen harte Teile des Innenraumes wie Lenkrad oder Armaturenbrett prallt. Das Airbagsystem wird nur durch starke negative Beschleunigungswerte ausgelöst, jenseits von Werten, wie sie alleine durch eine Vollbremsung erreicht werden. Fahrzeuge können mit einer Vielzahl von Airbags ausgerüstet sein. Je nach Fahrzeugverzögerung und Kollisionswinkel werden nur bestimmte Airbags ausgelöst.
In den Industriestaaten gehören Frontairbags, Seitenairbags und Kopfairbags meist zur Serienausstattung neuer Personenkraftwagen. Kleintransporter werden meist serienmäßig mit einem Fahrerairbag ausgestattet, während er bei schweren Nutzfahrzeugen vereinzelt gegen Aufpreis erhältlich ist.
Der Airbag ist kein Ersatz für den Sicherheitsgurt, sondern eine Ergänzung. Statistisch ist der Gurt weiterhin der Hauptlebensretter bei Autounfällen.

## Geschichte
Die Massenmotorisierung brachte es – auch angesichts des ständig steigenden Leistungsvermögens der PKW – mit sich, dass sich die Zahl schwerer und tödlich verlaufender Unfälle ständig erhöhte. Zunächst wurden verschiedene, teilweise absurde Möglichkeiten eines wirksamen Aufprallschutzes entworfen. So skizzierte Manfred von Ardenne Fahrzeuge mit „innerem Bremsweg“ bei denen sich verschiebende Sitze die Aufprallenergie abdämpfen und die Insassen mit Blickrichtung nach hinten sitzen sollten, um im Falle eines Frontalaufpralls weich in die Sitze gedrückt zu werden. Meist blieb es jedoch bei theoretischen Überlegungen. Anders der Münchner Ingenieur und Erfinder Walter Linderer, er meldete 1951 ein Airbag-System als Patent an. Das Deutsche Patentamt erteilte daraufhin am 6. Oktober 1951 das Patent DE 896312 über eine „Einrichtung zum Schutze von in Fahrzeugen befindlichen Personen gegen Verletzungen bei Zusammenstößen“. Walter Linderer gilt deshalb als einer der Erfinder und Urvater des Airbags. In den USA erhielt John W. Hetrick 1953 ein ähnliches Patent. Diese frühen durch Pressluft ausgelösten Airbags waren allerdings ineffizient; sie bliesen sich zu langsam auf und verfügten noch nicht über ausreichende Sensor- und Auslösetechnik. Mit einem 1968 in den USA vorgestellten System gilt Allen Breed (Breed Technologies) als Pionier der modernen Airbag-Technik.
Aufgrund der weltweit stark steigenden Zahl schwerer Verkehrsunfälle mit Personenschaden verkündete US-Präsident Lyndon B. Johnson in den 60er Jahren, man würde zukünftig keine unsicheren Fahrzeuge mehr dulden. Das 1966 neu geschaffene Verkehrsministerium der Vereinigten Staaten (United States Department of Transportation – DOT) forderte daraufhin in einem 1969 verabschiedeten Gesetzespaket, automatische Insassenschutzsysteme ab dem 1. Januar 1973 für Neuwagen verbindlich vorzuschreiben.

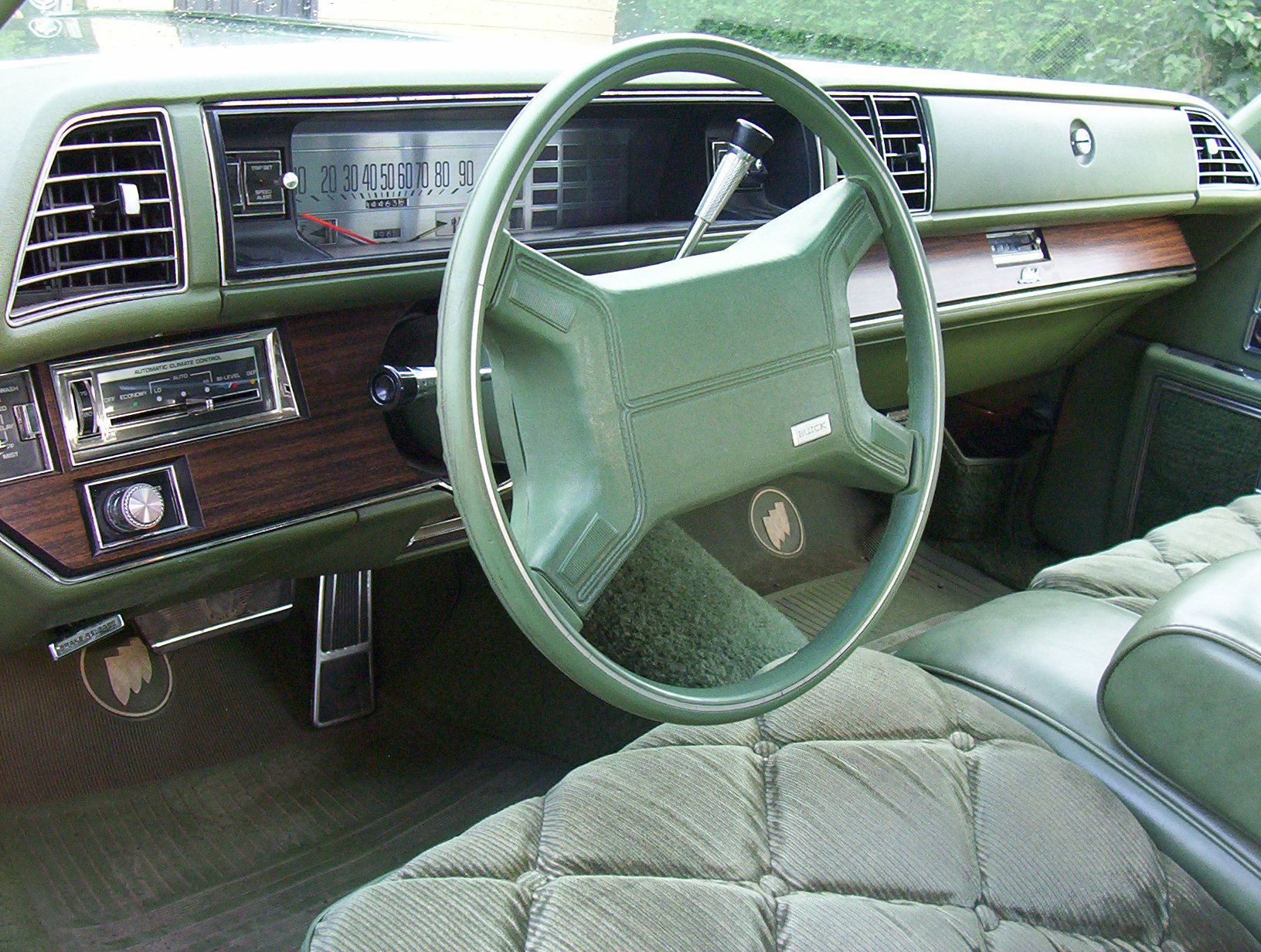
Fahrer- und Beifahrerairbag in einem 1975er Buick Electra Limited

Vor diesem Hintergrund entwickelten die Autohersteller verschiedene Lösungsansätze. General Motors entschied sich für ein Airbagsystem, das unter dem Namen „Air Cushion Restraint System“ (ACRS) ab 1974 gegen Aufpreis erhältlich war. Es wurde unter anderem in den Fahrzeugen Oldsmobile Toronado, Oldsmobile 88, Oldsmobile 98, Buick Electra, Buick LeSabre, Buick Riviera und den meisten Cadillac-Modellen angeboten. Es handelte sich um ein Airbagsystem mit Fahrer- und Beifahrerairbag. Der Fahrerairbag wurde mittels pyrotechnischem Gasgenerator gefüllt, für den Beifahrerairbag wurde ein zweistufiger Hybridgasgenerator verwendet. General Motors hatte geplant, jährlich 100.000 Fahrzeuge mit dieser Option zu verkaufen; sie wurde jedoch weniger als 10.000 Mal bestellt. Aufgrund dieses Misserfolges wurde das System 1976 wieder vom Markt genommen.
Audi nutzte vor Einführung von Airbags das Rückhaltesystem Procon-ten, welches bei einem frontalen Zusammenprall das Lenkrad zurückzieht und die Gurte strafft. Das System wurde später auch mit einem Airbag kombiniert bzw. von diesen ersetzt.
In den USA wurde 1997 der Einbau von Front-Airbags für Fahrer und Beifahrer bei Neufahrzeugen gesetzlich vorgeschrieben. Für SUV und Vans trat die Vorschrift ein Jahr später in Kraft. Die Regelung ist Teil der Federal Motor Vehicle Safety Standards (FMVSS).
Erstes deutsches Auto mit einem Airbag war 1981 der Mercedes-Benz W 126 (S-Klasse). Die Kombination aus Fahrer-Airbag und Beifahrer-Gurtstraffer war zunächst ausschließlich gegen Aufpreis in der Baureihe 126 erhältlich. Das System wurde von der Aschaffenburger Petri AG hergestellt. Kurze Zeit später folgte der Einsatz auch im Mercedes-Benz W123.
In den folgenden Jahren statteten auch andere Fahrzeughersteller ihre Fahrzeuge mit Airbagsystemen aus. Anfangs wurden die meisten Fahrzeuge lediglich mit einem Fahrer-Airbag im Lenkrad ausgerüstet. Seit den späten 1980ern wurden zunehmend auch Airbags für Beifahrer verbaut. Ab Mitte der 1990er Jahre kamen weitere Airbagsysteme dazu. Den ersten Seitenairbag gab es im Jahre 1994 im Volvo 850, den ersten Knieairbag 1996 im Kia Sportage. 1997 führte BMW mit dem ITS den ersten Kopfairbag für Vordersitzpassagiere ein,
1998 gab es die ersten seitlichen Vorhangairbags für Vorder- und Rücksitz im Volvo S80. Im Jahre 2010 wurde ein Gurtairbag im Lexus LFA vorgestellt und 2012 ein Fußgängerairbag im Volvo V40.
Seit 2001 werden Airbagsysteme auch in Flugzeugen (Verkehrsmaschinen und Sportflugzeugen) verbaut.

## Sicherheit

### Schutzpotenzial
Der Airbag gilt nach dem Gurt als das wichtigste passive Sicherheitselement. Während der massenhaften Einführung von Airbags in den Jahren 1990 bis 2005 reduzierte sich die Anzahl der Verkehrstoten in Deutschland um mehr als die Hälfte. Allerdings fiel in den gleichen Zeitraum auch die Ausstattung der Fahrzeuge mit ESP, stabileren Fahrgastzellen sowie weiteren Maßnahmen zur Verbesserung der Sicherheit. Deshalb ist es schwierig zu bewerten, wie groß der Effekt durch den Airbag ist. In einer von der Bundesanstalt für Straßenwesen 2004 veröffentlichten Studie wird von den Autoren ein Vermeidungspotential von schweren oder tödlichen Verletzungen durch den Airbag bei Frontalkollisionen für den Fahrer von etwa 20 % angenommen. Deutlich wird das Schutzpotential der Airbags auch in Crashversuchen, bei denen das gleiche Fahrzeug einmal mit und einmal ohne Airbag getestet wird. Hier liegen die Belastungswerte für die Insassen im Fahrzeug ohne Airbag meist um ein Vielfaches über den Werten für das gleiche Fahrzeug mit Airbag.
Frontairbags lösen beim ersten heftigen Aufprall aus. Findet nach dem Erstaufprall ein weiterer Aufprall statt, kann der Frontairbag kein Schutzpotential mehr bieten, da er bereits in sich zusammengefallen ist. Eine Möglichkeit diese Schwachstelle einzudämmen ist die Einleitung einer automatischen Vollbremsung unmittelbar nach Auslösung der Airbags.

### Schädigungen durch Airbags
Airbags lösen nur bei Unfällen aus, bei denen der Sicherheitsgurt allein schwere oder tödliche Verletzungen nicht verhindern könnte. Allerdings kann auch die Auslösung selbst Verletzungen, bis hin zu schweren Kopfverletzungen und Brüchen der Halswirbelsäule, hervorrufen. Dieses Verletzungsrisiko wird allerdings regelmäßig dem Schutzpotential untergeordnet. Als Verletzungen sind unter anderem leichte Verbrennungen an den Unterarmen durch die Reibungshitze des expandierenden Airbaggewebes bekannt. Die plötzliche Druckwelle der Luftsackentfaltung kann insbesondere bei kleinem Fahrzeuginnenraum zum Hörschaden (Knalltrauma) führen. Es wurden Schalldruckpegel von bis zu 170 dB gemessen, was mehr als ausreichend ist, um dauerhafte Gehörschäden wie Hörverlust oder Tinnitus zu erleiden. Da das Füllgas der Airbags unterschiedliche Feinstäube und Gase enthält, kann es bei Asthmatikern zu vorübergehenden Atembeschwerden kommen. Zudem kann der Zündsatz des Airbags nach explosionsartiger Auslösung toxische Bestandteile produzieren.
Zu schweren und sogar tödlichen Verletzungen durch den Airbag kann es bei einer sogenannten Out-of-Position-Situation kommen, also wenn sich ein Insasse oder ein sonstiger Körper zum Zeitpunkt der Auslösung im Entfaltungsbereich des Airbags befindet. Das kann insbesondere bei sehr kleinen Personen der Fall sein, die zu nah am Lenkrad sitzen, oder bei Beifahrern, die einen Fuß auf das Armaturenbrett legen. Gegenstände, die zwischen Airbags und Insassen positioniert sind, können bei Airbagauslösung den Insassen mit hoher Geschwindigkeit entgegengeschleudert werden. So muss bei Verwendung eines rückwärtsgerichteten Kindersitzes auf dem Beifahrersitz der dortige Frontairbag deaktiviert werden, da er sonst zu tödlichen Verletzungen führen kann. Lässt sich der Airbag nicht abschalten, gehört die Babyschale auf den Rücksitz (siehe dazu auch Babyschalenspiegel).

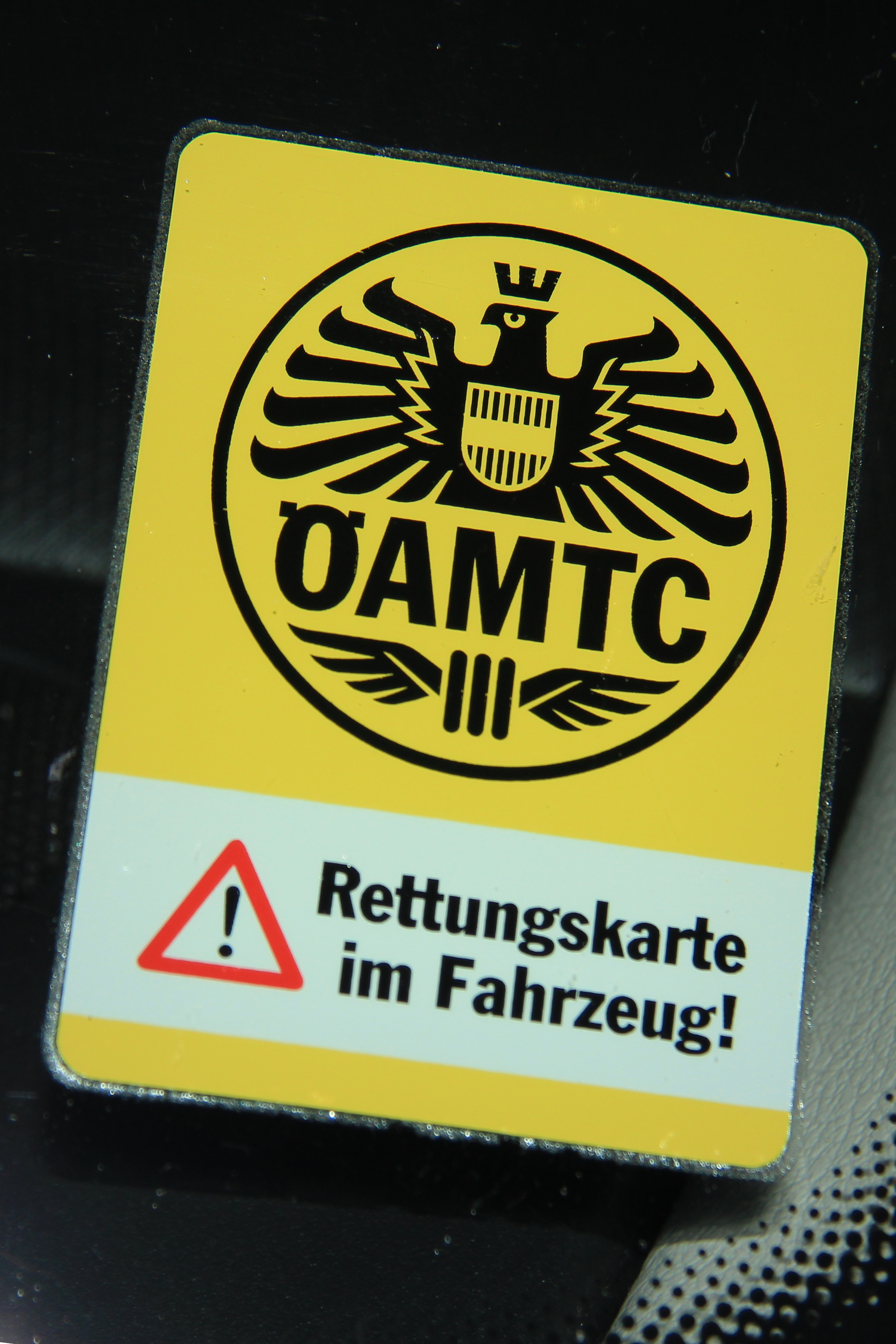
Ankündigungsaufkleber, dass sich eine Rettungskarte im Fahrzeug befindet.

In den Jahren 1990 bis 2007 hat die amerikanische Verkehrssicherheitsbehörde NHTSA auf dem Gebiet der USA 284 Todesfälle registriert, die auf Airbagauslösungen zurückzuführen waren. Es wurden 180 Kinder und 104 Erwachsene getötet. Demgegenüber standen hochgerechnet 24.334 gerettete Personen.
Im Jahr 2014 forderte die amerikanische Verkehrssicherheitsbehörde NHTSA den Airbag-Hersteller Takata zum Rückruf aller eingebauten Frontairbags in den feuchteren Südstaaten der Vereinigten Staaten auf, da es zu fünf Todesfällen (vier in den USA, einer in Malaysia) gekommen war, die eindeutig auf Schrapnellverletzungen durch herumfliegende Metallsplitter infolge regulär und fehlausgelöster Fahrerairbags zurückzuführen waren. Grund für die Fehlauslösung der Airbags war die Umstellung des Sprengstoffes von Tetrazol auf Ammoniumnitrat im Jahr 2001. Ammoniumnitrat ist empfindlich gegenüber Temperatur- und Feuchtigkeitsänderungen und zersetzt sich im Lauf der Zeit, wobei explosionsanfälligere Verbindungen entstehen können, die zu Airbag-Fehlauslösungen führen können. Grund für den Wechsel war, dass Ammoniumnitrat wesentlich billiger hergestellt werden kann als Tetrazol. Im Mai 2015 wurde Takata durch die NHTSA gezwungen, den Rückruf auf alle betroffenen Fahrzeuge in den USA auszudehnen. Betroffen waren 33,8 Millionen Autos. In der Schweiz begann die erste Rückrufaktion bereits im Jahr 2010.

### Rettungskräfte
Bei Unfällen, in denen nicht alle Airbags ausgelöst haben, müssen beim Einsatz von hydraulischen Rettungsgeräten fahrzeugspezifische Sicherheitsmaßnahmen getroffen werden. Es sind die AIRBAG-Regeln zu beachten. Damit für die Rettungskräfte keine Gefährdung auftritt, wird für viele Fahrzeuge auch ein Rettungsleitfaden (auch Rettungskarte) angeboten, der im Fahrzeug mitgeführt werden kann. Darin wird neben anderen relevanten Gefährdungen die Lage von Airbags und Gasgeneratoren im Fahrzeug beschrieben. Außerdem gibt es einen speziellen Airbagschutz, der über das Lenkrad gezogen wird.

## Funktionsweise

### Sensorik
Airbags werden in der Regel von einem zentralen Airbagsteuergerät ausgelöst. Eine Ausnahme bilden einige Airbagsysteme in Fahrzeugen der Kompaktklasse der frühen 1990er Jahre. Aus Kostengründen wurden hier Systeme mit einem in das Airbagmodul integrierten mechanischen Auslöser verwendet. Aufgrund der schwierigen Handhabung bei der Entsorgung und der nur sehr rudimentär möglichen Abstimmung der Auslösecharakteristik verschwanden diese Systeme nach kurzer Zeit wieder vom Markt. Bei heutigen Fahrzeugen besteht das Airbagsystem aus den Komponenten Airbagmodul, Airbagsteuergerät und Crashsensoren. Das Airbagmodul beinhaltet den eigentlichen Nylonsack und den Gasgenerator. Die Crashsensoren sind zum Teil im Steuergerät eingebaut, zum Teil als Satellitensensoren im Fahrzeug verteilt. Wichtigste Sensoren für die Auslösung sind die Beschleunigungssensoren. Um Fehlauslösungen zu vermeiden, sind immer mindestens zwei Beschleunigungssensoren eingebaut. Nur wenn beide unabhängig voneinander eine entsprechende Verzögerung melden, wird der Airbag ausgelöst. Für die Erkennung von Seitenkollisionen werden oft Drucksensoren eingesetzt. Bei einer Seitenkollision melden diese Sensoren einen raschen Druckanstieg innerhalb der Tür, noch bevor eine größere Beschleunigung auf das Fahrzeug wirkt. Dadurch können Seitenkollisionen frühzeitig erkannt werden. Daneben wird eine Vielzahl von weiteren Sensoren eingesetzt, wie Sitzbelegungserkennungen auf dem Beifahrersitz, Sitzpositionssensoren im Fahrersitz sowie Kontaktschalter in den Gurtschlössern. Das Steuergerät gleicht die Sensordaten ständig mit gespeicherten Werten ab. Aufgrund der Daten der Sensoren entscheidet das Steuergerät, ob ausgelöst wird, und welche Airbags und Gurtstraffer aktiviert werden müssen. Das Steuergerät verfügt über interne Speicherkondensatoren und ist somit kurzfristig auch ohne externe Stromquelle voll arbeitsfähig, um bei einem Unfall die Airbags selbst dann noch auslösen zu können, wenn es im laufenden Unfallgeschehen bereits zu einer Trennung von der Fahrzeugbatterie gekommen sein sollte.

### Gasgenerator
Gasgeneratoren stellen das Gas zum Befüllen des Airbags bereit. Zur Reduzierung der Airbagaggressivität werden für Frontairbags teilweise zweistufige Gasgeneratoren eingesetzt. Dabei beinhaltet die erste Stufe meist etwa 70 Prozent der Treibladung. Aufgrund von Fahrzeugverzögerung, Sitzeinstellung und evtl. noch weiteren Parametern werden beide Stufen gleichzeitig oder zeitversetzt gezündet. Zeitversetzte Zündungen verlangsamen den Druckanstieg; dadurch kann ein reduziertes Verletzungspotential durch den Airbag erwartet werden.

#### Pyrotechnische Gasgeneratoren
Der Gasgenerator besteht aus einem Zünder und dem Festtreibstoff. Durch einen Stromimpuls des Steuergerätes wird der Zünder aktiviert. Dieser entzündet den Festtreibstoff, der meist in Tablettenform vorliegt. Das dabei entstehende heiße Gas (≈ 1350 °C) strömt durch einen Metallfilter aus dem Gasgenerator in den Airbag. Der Filter ist notwendig, um größere Partikel in der Brennkammer zurückzuhalten. Diese würden ansonsten den Airbag beschädigen. Durch die Expansion beträgt die Temperatur des in den Luftsack strömenden Gases nur noch rund 150 °C. Seit Anfang der neunziger Jahre wird versucht, das toxische Natriumazid als Treibstoff durch umweltfreundlichere Sprengstoffe zu ersetzen. Dafür bieten sich drei Alternativen an: Stickstoffreiche organische Verbindungen (z. B. 5-Aminotetrazol) in Kombination mit anorganischen Oxidationsmitteln (wie etwa den Alkali- oder Erdalkalinitraten), Cellulosenitrat in Kombination mit Nitratestern von Polyolen (z. B. Nitroglycerin) oder sauerstoffreiche, stickstofffreie organische Verbindungen (z. B. Zitronensäure) in Kombination mit Chloraten oder Perchloraten.

#### Kaltgasgeneratoren
Der Gasgenerator besteht aus einem Gasspeicher und einem Aktivator. Im Gasspeicher wird ein Gas, meist eine Helium-Argon-Mischung, unter Hochdruck gespeichert. Beim Auslösen des Airbags zerstört ein Sprengsatz eine Membran und das kalte Gas strömt in den Luftsack. Anwendung finden diese Systeme vor allem bei seitlichen Vorhangairbags, da hier eine geringere Füllgastemperatur erreicht werden muss, um die Standzeit zu verlängern.

#### Hybridgasgeneratoren
Hybridgasgeneratoren stellen eine Verbindung aus pyrotechnischem Generator und Kaltgasgenerator dar. Sie enthalten also sowohl eine pyrotechnische Ladung zur Gaserzeugung als auch einen Druckspeicher mit vorgespanntem Gas.

## Frontairbags

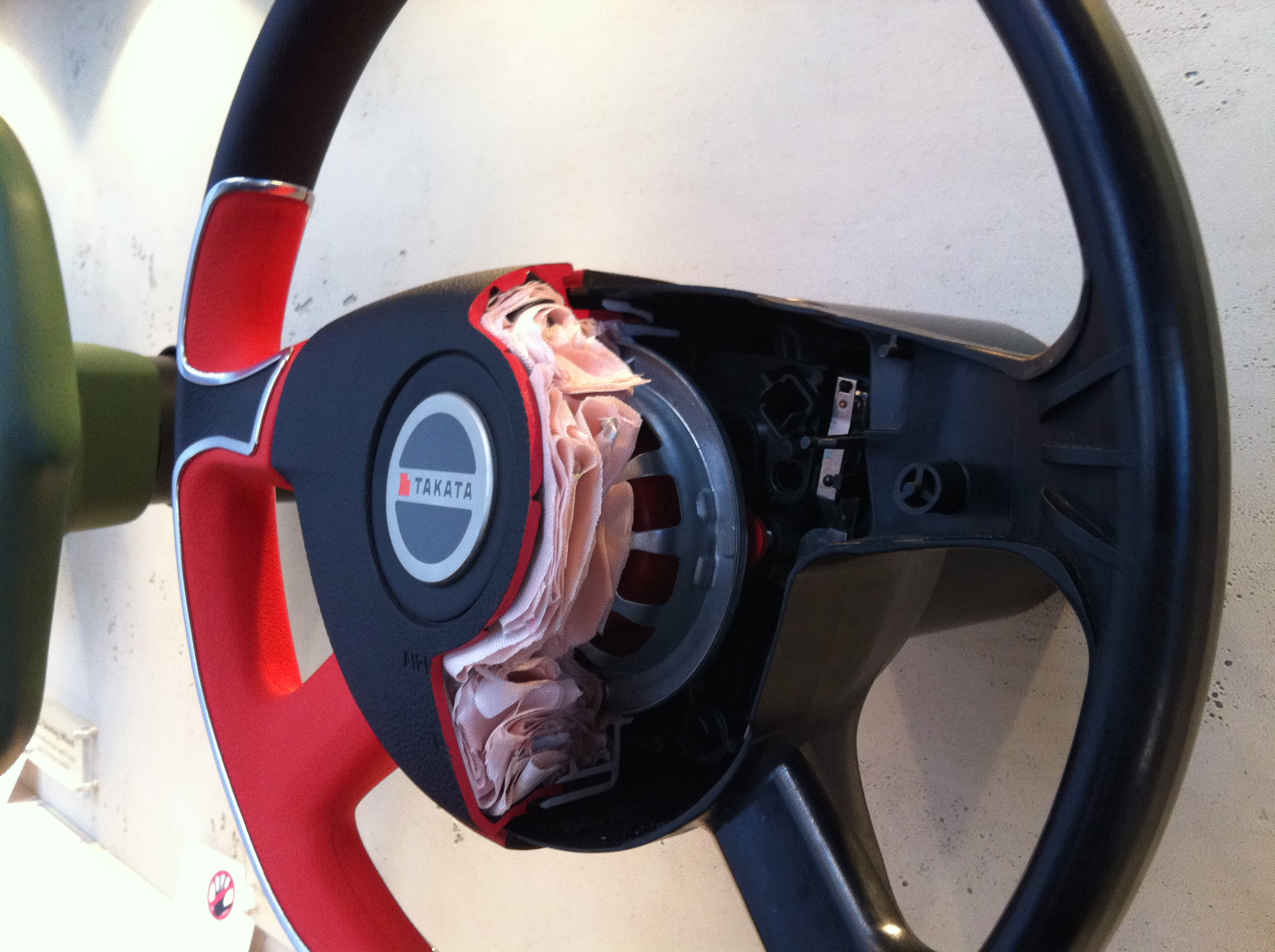
Schnittmodell eines Fahrerairbags. Sichtbar sind der Gasgenerator und der gefaltete Airbag

Die Frontairbags werden etwa 15 ms nach dem Aufprallbeginn gezündet. Bereits nach 50 ms sind die Airbags voll entfaltet. Unmittelbar danach tauchen die Insassen mit Kopf und Brust in die vollständig gefüllten Airbags ein und drücken die Luft über Löcher auf der Rückseite des Airbags wieder hinaus. Nach 150 ms sind die Airbags wieder vollständig entleert. Die Schutzwirkung beruht darauf, dass der Kopf abgestützt wird und eine gleichmäßige Lastverteilung auf den Brustkorb erzielt wird. Ohne Airbag würde der Kopf des Fahrers weit nach vorne geschleudert, die Halswirbelsäule überdehnt und der Kopf schließlich auf das Lenkrad bzw. das Armaturenbrett aufschlagen.
| Phasenfotos eines öffnenden Airbags | Phasenfotos eines öffnenden Airbags | Phasenfotos eines öffnenden Airbags | Phasenfotos eines öffnenden Airbags |
| ----------------------------------- | ----------------------------------- | ----------------------------------- | ----------------------------------- |
|                                     | Phasenfoto1                         | Phasenfoto2                         | Phasenfoto3                         |

Im Geltungsbereich der ECE-Regelung sind Frontairbags immer als zusätzliches Rückhaltesystem (SRS) ausgelegt. In den USA (FMVSS) müssen sie jedoch auch dafür ausgelegt sein, schwere Verletzungen bei nicht angeschnallten Insassen zu verhindern. Gleichzeitig bestehen in den USA scharfe Vorschriften bezüglich der Begrenzung der Airbagaggressivität gegenüber sehr kleinen Insassen und sogenannten Out-Of-Position-Fällen (OOP). Vor diesem Hintergrund werden in den USA heutzutage adaptive Frontairbags eingesetzt, deren Abfangkapazität je nach Aufprallstärke oder Größe der Insassen variiert werden kann.

### Fahrerairbag
Das Airbagmodul befindet sich in der Mitte des Lenkrades. Während der 1990er Jahre, als Airbags noch eine meist kostenpflichtige Zusatzausstattung waren, wurden verschieden große Fahrerairbags verbaut. Einige europäische Hersteller boten sogenannte „Eurobags“ mit nur 35 Liter Volumen an um den Preis des Systems zu reduzieren. Von anderen Herstellern und in den USA wurden ausschließlich „Full-Size Airbags“ mit ca. 65 Liter Volumen verwendet. Nennenswerte Unterschiede beim Insassenschutz gab es nicht. Das Airbagvolumen bei Fahrzeugen der 2010er Jahre liegt zwischen 45 und 60 Liter. Der Kontakt zur Verbindung ins Lenkrad wird über eine locker gewickelte spiralförmige flexible Leiterplatte hergestellt.

### Beifahrerairbag
Das Airbagmodul ist normalerweise im Armaturenbrett, meist oberhalb des Handschuhfaches integriert. Eine Ausnahme bildet der Citroën C4 Cactus, bei dem das Airbagmodul im Dach verbaut ist. Das Airbagvolumen bei heutigen Fahrzeugen beträgt 80 bis 120 Liter. Der Beifahrerairbag lässt sich in vielen Fahrzeugen manuell oder automatisch deaktivieren, da er für Babys in rückwärts gerichteten Kindersitzen (Reboard-Systeme) eine Gefahr darstellt.

## Seitenairbag

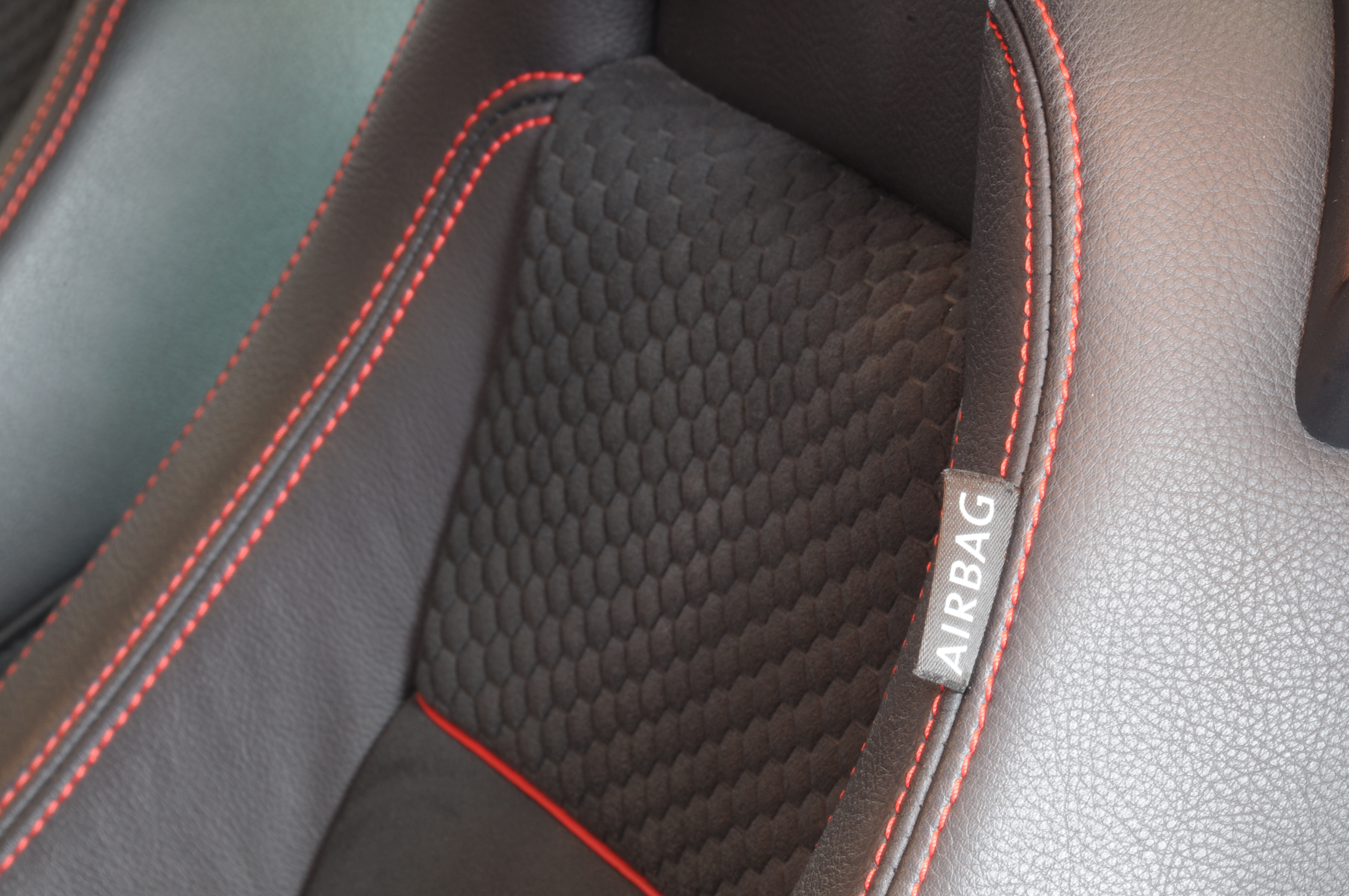
Kennzeichnung eines Airbags im Sitz

Sie entfalten sich innerhalb von 20 ms zwischen Sitz und Türverkleidung und sollen das Verletzungsrisiko für den Oberkörper reduzieren, indem sie den Insassen großflächig am Brustkorb und Becken abstützen und den Bauchbereich entlasten.

### Seitenairbags in der Türverkleidung
Thorax-Airbags in der Türverkleidung werden heute nicht mehr verwendet. Dieser Airbagtyp ist heute in den Sitz integriert.

### Seitenairbag im Sitz

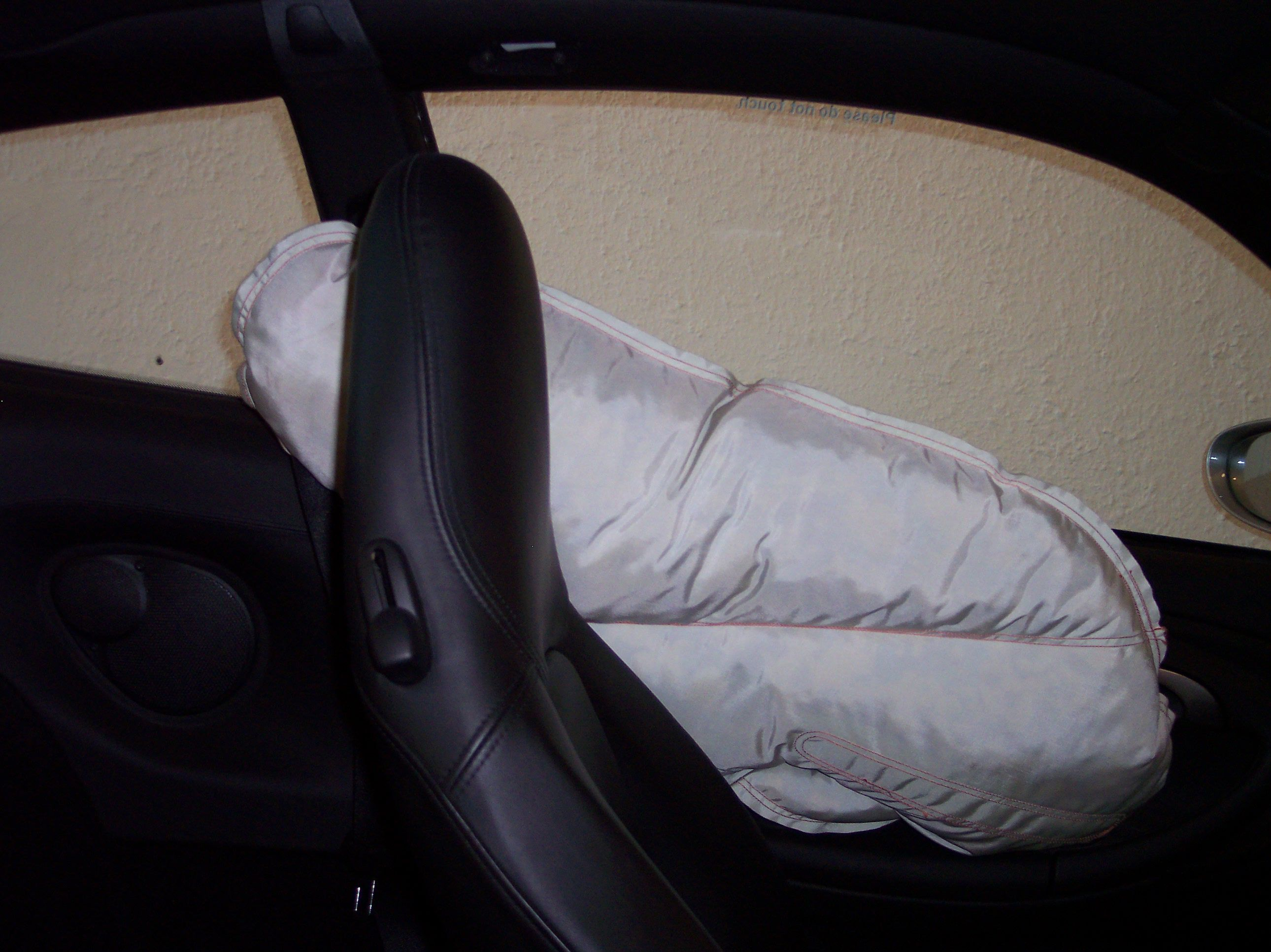
Seitenairbag im Sitz

Können als reine Thorax-, als Thorax-/Becken- und sogar als Thorax-/Becken-/Kopf-Airbag ausgeführt sein. Seitenairbags für die vorderen Sitze (Fahrersitz und Beifahrersitz) gehören durch die Anforderungen der Crashtests nach Euro NCAP in der Regel zur Standard-Serienausstattung. Seitenairbags für die weiteren Sitzreihen sind in der Regel keine Serienausstattung, teilweise aber als Sonderausstattung erhältlich.
Es können auch mehrere getrennte Airbags im Sitz verbaut sein. So verwendet Mercedes seit 2009 in einigen Fahrzeugen zwei Seitenairbags pro Sitz, einen auf Höhe des Brustkorbs und einen auf Höhe des Beckens. Mercedes bezeichnet diesen Airbag selbst als Pelvisbag. Bei allen in den Sitz integrierten Airbagsystemen, gleich welcher Art, dürfen nur dafür zugelassene Schonbezüge verwendet werden. Sie weisen im Bereich der Airbags eine Reißnaht auf und behindern diesen somit nicht bei seinem Entfaltungsvorgang.

## Kopfairbags

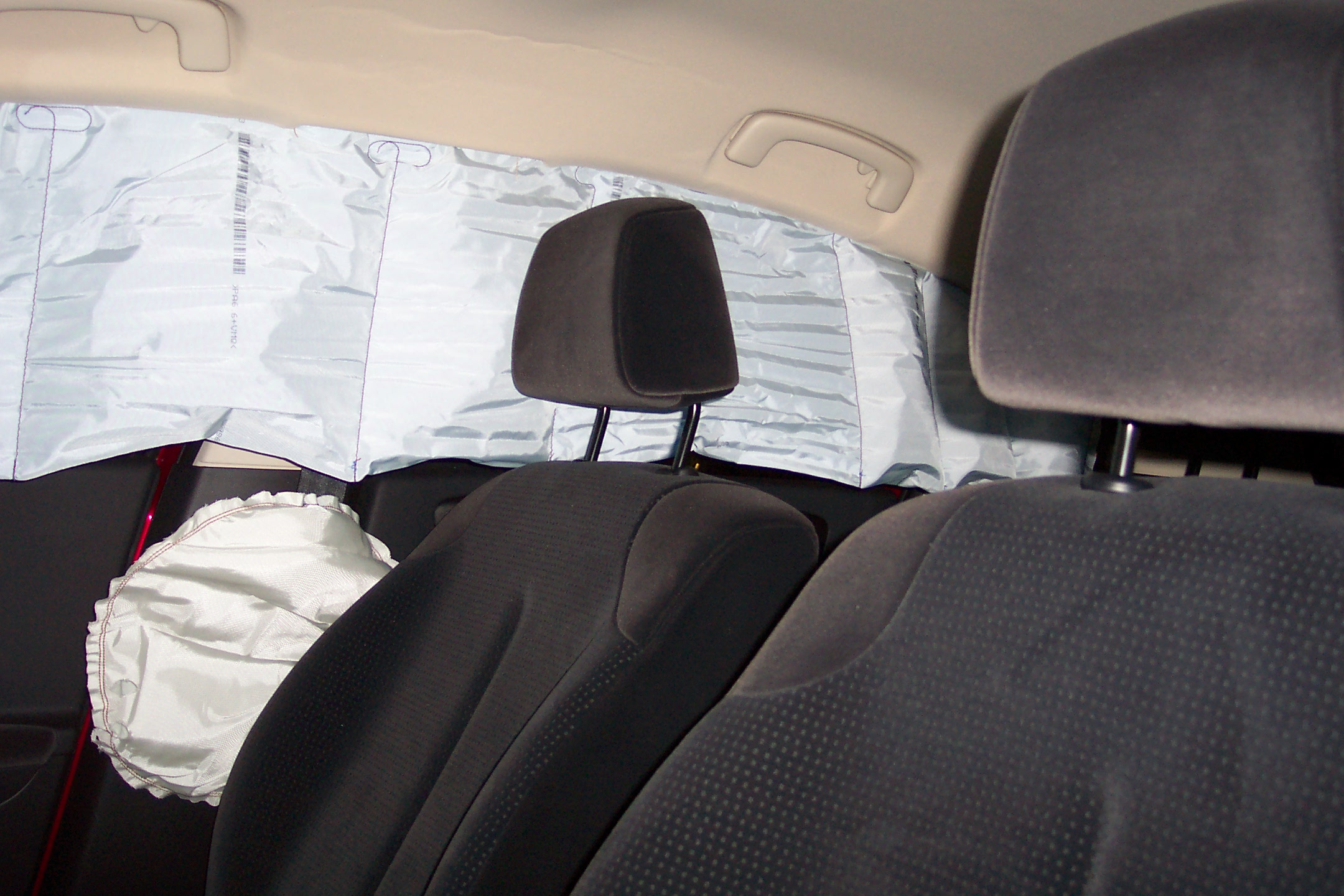
Kopf- und Seitenairbag

Kopfairbags sollen eine Berührung mit Seitenscheibe, B-Säule oder eindringenden Gegenständen verhindern und den Kopf großflächig abstützen, um eine seitliche Überstreckung der Halswirbelsäule zu vermeiden. Sie werden bei einer Seitenkollision aktiviert. Je nach Hersteller werden sie auch bei Überschlägen und schweren Frontalkollisionen aktiviert.

### Vorhangairbag
Er entfaltet sich entlang der seitlichen Fensterfront und deckt die gesamten Scheibenbereiche ab. Sie bleiben für rund 5 Sekunden aufgeblasen und schützen somit auch bei Überschlägen oder Mehrfachkollisionen. Bei Cabrios kann der Kopfairbag nicht im Dach eingebaut werden. Deswegen wird der Kopfairbag bei einigen Cabrios in die Türverkleidung integriert.

### Kopfairbag im Sitz
Dieses System wird häufig bei Cabrios sowie in preisgünstigen Fahrzeugen eingesetzt. Es bietet allerdings keinen Schutz bei Mehrfachkollisionen und nur einen geringen Schutz bei Überschlägen. Sie werden meist als kombinierter Thorax-/Kopfairbag verwendet, Peugeot verwendet ihn aber im Peugeot 308 CC auch als Einzelairbag.

## Weitere Airbagsysteme

### Knieairbags

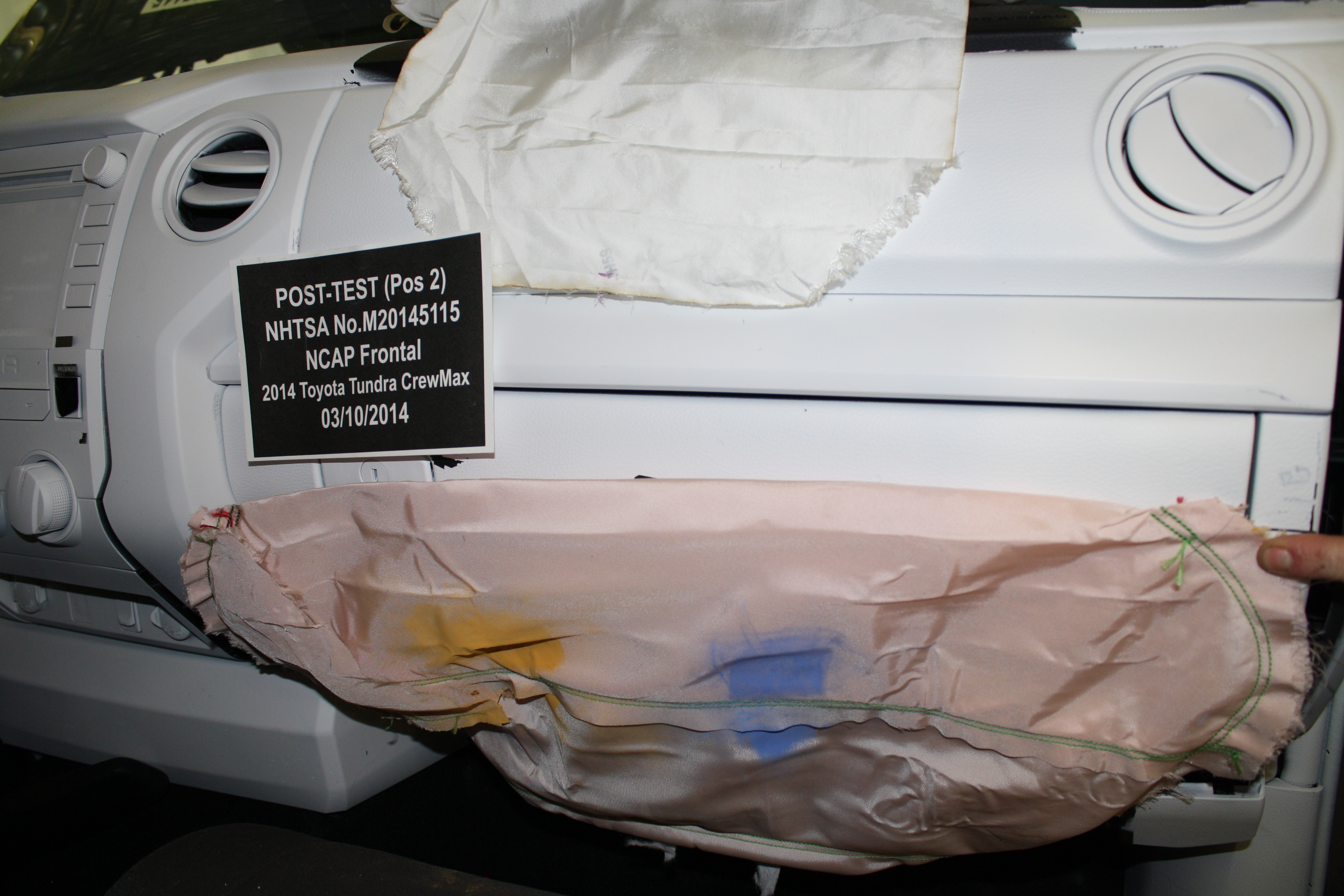
Knieairbag bei Toyota Tundra

Knieairbags befinden sich im unteren Teil des Armaturenbrettes. Sie sollen sowohl ein Aufschlagen der Schienbeine auf das Armaturenbrett als auch das Durchrutschen des Passagiers unter dem Sicherheitsgurt verhindern, indem sie diesen abstützen. Knieairbags sind meistens nur für den Fahrer eingebaut, selten auch für den Beifahrer.

### Sitzpolsterairbag
Sitzpolsterairbags (auch Anti-Submarining-Airbag oder Anti-Sliding-Airbag) befinden sich im vorderen Teil der Sitzflächen der Vordersitze. Sie sollen ein Durchrutschen unter dem Gurt verhindern. Bei einigen Fahrzeugen befindet sich der Airbag nur im Beifahrersitz, bei anderen in beiden Vordersitzen.

### Rücksitzairbag
2009 wurde auf dem japanischen Markt ein Rücksitzairbag in Serie eingeführt. Das Luftpolster befindet sich in einer großen Mittelkonsole zwischen den beiden Fondsitzen und bläht sich zwischen den beiden Fondpassagieren auf. Erhältlich im Toyota Crown Majesta.

### Heckairbag
Der Heckairbag befindet sich im Dachraum vor dem hinteren Fenster. Er ist als Vorhangairbag ausgeführt und entfaltet sich zwischen Kopfstützen und Heckscheibe. Er soll das Verletzungsrisiko der Fondpassagiere bei einem Heckaufprall mindern. Der Toyota iQ ist im Moment (2017) das einzige Fahrzeug mit einem Heckairbag.

### Gurtairbag

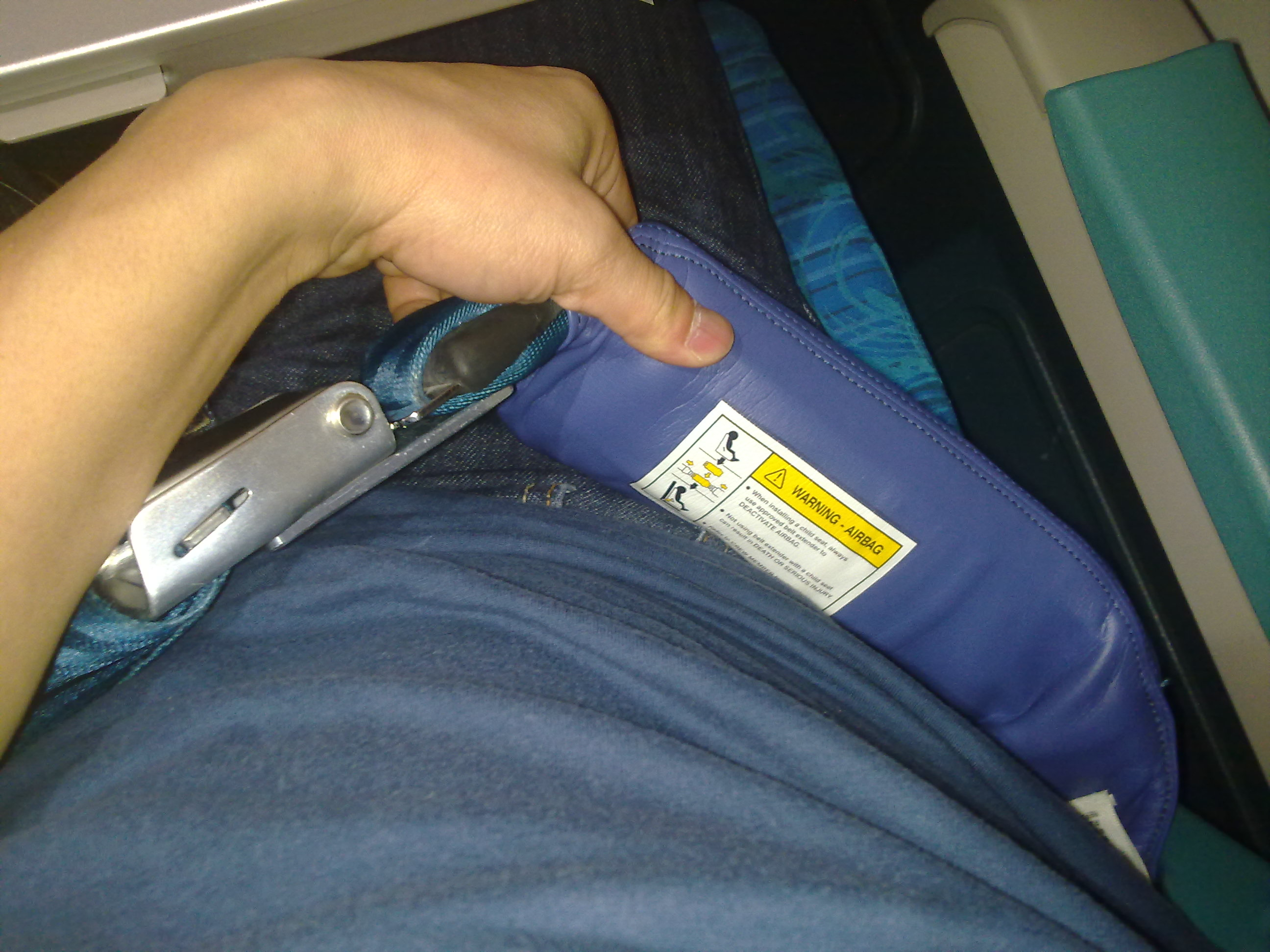
Airbag in einem Airbus A330

#### Flugzeug
Der Airbag befindet sich im Gurtband des Becken- oder Schultergurtes. Bei einem Unfall schießt er von dort aus nach oben und befindet sich im ausgelösten Zustand direkt vor der Brust und dem Kopf des Insassen. Dadurch wird der Aufprall auf Cockpit bzw. Vordersitze vermieden. Er findet Anwendung in Kleinflugzeugen zur Unterstützung des Drei- oder Vierpunktsicherheitsgurtes sowie in großen Verkehrsmaschinen in Kombination mit Zweipunktgurten.

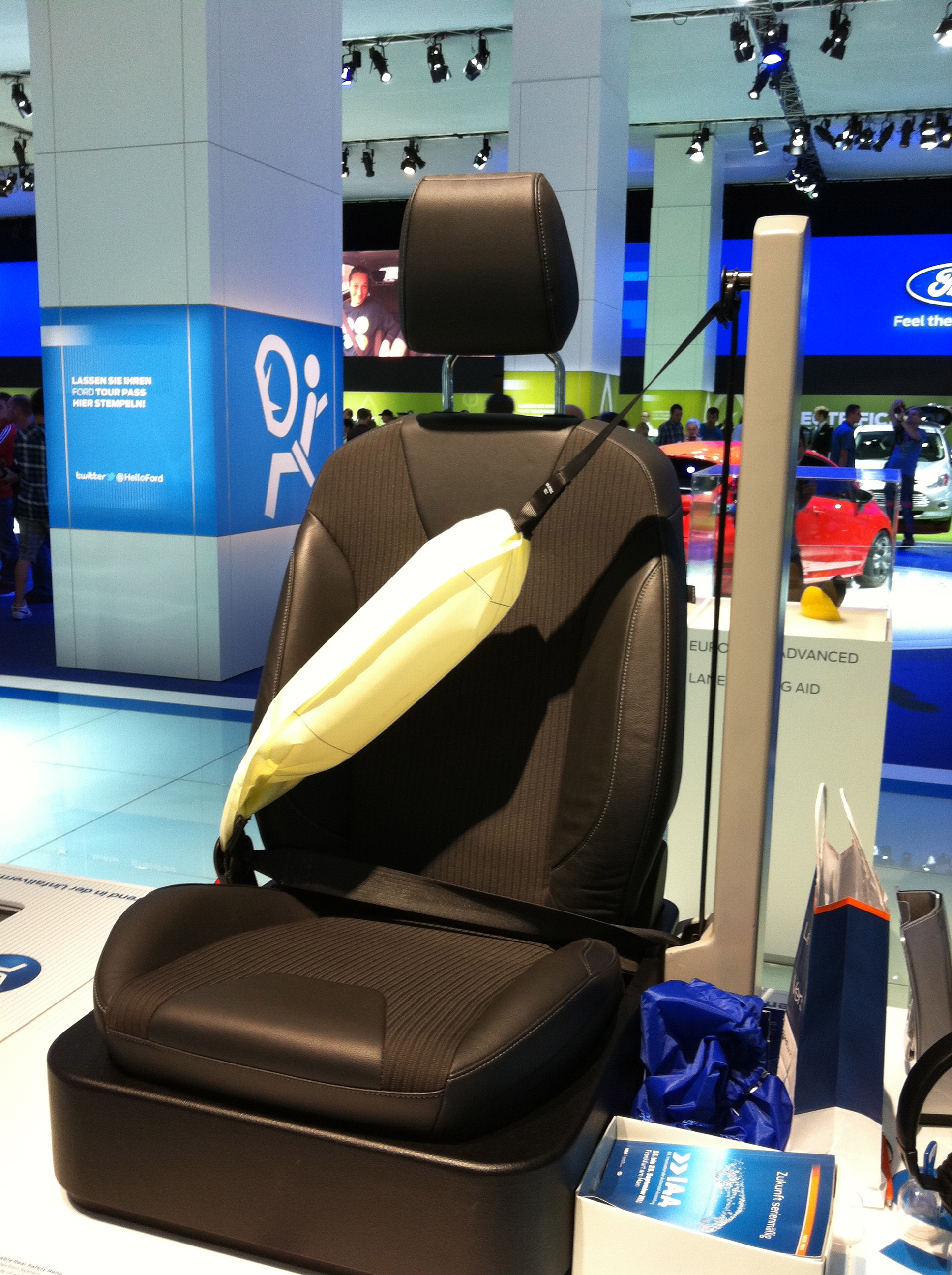
Gurtsystem mit einem im Gurtband integrierten Airbag

#### Kraftfahrzeug
Es handelt sich um einen aufblasbaren Sicherheitsgurt (inflatable seatbelt). Bei einem Unfall wird er im Bereich der Brust des Insassen aufgeblasen. Dadurch kann eine größere und gleichmäßigere Kraftverteilung auf die Brust des Insassen erreicht werden als durch einen normalen Gurt, was die Gefahr von Verletzungen reduziert.

### Fußgängerairbag
Dieser Airbag entfaltet sich bei einer Kollision mit einem Fußgänger über Teile der Außenhaut eines Autos, wie z. B. das untere Drittel der Windschutzscheibe und die A-Säulen.

### Motorradjacke mit Airbag
Als Teil der Schutzausstattung von Motorradfahrern werden Motorradjacken mit Airbag angeboten. Der Airbag wird in diesem Fall mechanisch über eine Reißleine ausgelöst.
Neuere Systeme arbeiten mittlerweile drahtlos mit einem elektronischen Steuermodul, das am Motorrad befestigt ist.

### Motorradairbag

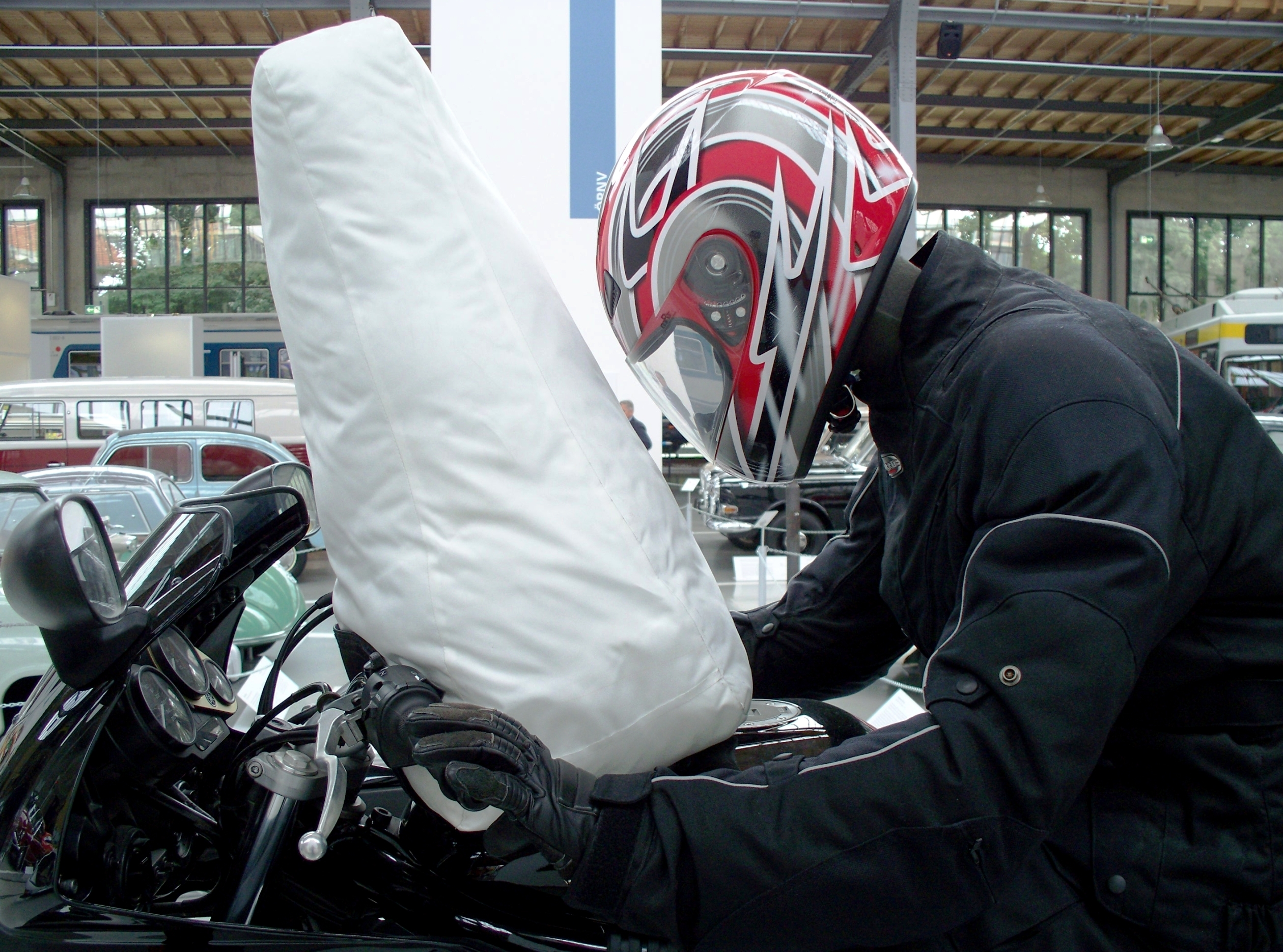
Motorradairbag

- Zum ersten serienmäßigen Motorradairbag siehe: Honda Gold Wing (Abschnitt: Motorradairbag).
- Zum ersten serienmäßigen Airbag-System am Fahrer siehe: Ducati Multistrada 1200 (Abschnitt: Airbag-System am Fahrer).

### Fahrradfahrerairbag
Der weltweit erste Airbag für Radfahrer, der schwedische Hövding, wird wie ein Schal um den Hals gelegt und reagiert beim Sturz durch Sensoren. Er umschließt nach weniger als einer Sekunde den Kopf und schützt ihn so vor dem Aufprall. Es gibt ihn in unterschiedlichen Designs im Fachhandel.

### Skiairbag
Der Skiairbag wird von alpinen Skirennläufern genutzt. Er wird als eine Art Weste getragen und bei einem Sturz elektronisch aktiviert. Er soll insbesondere Brust, Rücken und Schultern schützen.

### Lawinenairbag
Im Gegensatz zu anderen Airbagtypen dient ein Lawinenairbag nicht primär dem Schutz vor Verletzungen. Vielmehr sorgt er durch seinen Auftrieb dafür, dass sein Träger an der Oberfläche der Lawine bleibt und nicht oder weniger tief verschüttet wird. Das erhöht die Chancen auf eine erfolgreiche Rettung deutlich. Der Lawinenairbag wird als Rucksack getragen und bei einem Lawinenabgang automatisch oder manuell ausgelöst.

## Rechtsvorschriften
Grundsätzlich haben Automobilhersteller in der Vergangenheit den Wechsel von Airbag-Einheiten nach bestimmten Zeiträumen empfohlen, um die Funktionsfähigkeit zu sichern, im Allgemeinen nach etwa zehn Jahren. Inzwischen ist jedoch herstellerseitig eine Ausweitung dieser Intervalle zu beobachten. Eine gesetzliche Pflicht, abgelaufene Airbags zu ersetzen, besteht nicht.

### Deutschland
Airbag- und Gurtstraffereinheiten unterliegen den Regelungen des Sprengstoffgesetzes und sind demnach pyrotechnische Gegenstände der Kategorie P1 (§ 3a SprengG Abs. 1 Ziff. 3a in Verbindung mit § 4 der 1. SprengV Abs. 1 und Abs. 3). Ein- und Ausbau, Aufbewahrung oder Vertrieb sind grundsätzlich nur Personen mit mindestens eingeschränkter Fachkunde (6-stündiger Lehrgang und Sachkundenachweis) im Rahmen einer gewerblichen Tätigkeit erlaubt, ebenso das Vernichten von Airbag- oder Gurtstraffereinheiten, wenn diese in einem Fahrzeug fest eingebaut sind. Ausgenommen ist der sonstige Umgang damit, solange die Einheit in ein Fahrzeug oder Fahrzeugteil fest eingebaut ist, sowie natürlich die bestimmungsgemäße Verwendung bei automatischer Auslösung.
Der Handel mit gebrauchten Airbags z. B. im Zuge der Autoverwertung ist nicht erlaubt. Laut Altfahrzeug-Verordnung sind Airbags aus jedem Altfahrzeug unverzüglich nach Anlieferung im Demontagebetrieb von geschultem Fachpersonal nach Herstellervorgabe zur Entsorgung im Fachbetrieb auszubauen oder auszulösen.
Die Lagerung von Airbags hat gemäß der Sprengstofflagerrichtlinie 240 „Lagerung von Airbag- und Gurtstraffer-Einheiten“ zu erfolgen. Danach darf bei Lagerung in Arbeitsräumen eine maximale Explosivstoff-Netto-Höchstmasse von 10 kg nicht überschritten werden. Bei Lagerung in Lagerräumen oder bei ortsbeweglicher Lagerung ist eine Explosivstoff-Netto-Höchstmasse von maximal 100 kg zulässig. Die Lagerung darf grundsätzlich nur in gewerblich genutzten Räumen erfolgen.
Der Verkauf und Erwerb durch Privatpersonen, die in der Regel nicht geschult oder nach dem Sprengstoffgesetz (§ 19 SprengG)
verantwortlich sind, ist nicht gestattet. Privatpersonen dürfen Gasgeneratoren weder aus der Verpackung nehmen noch damit umgehen, in ein Fahrzeug einbauen oder anderen Personen überlassen. Privatpersonen dürfen nur die im Fahrzeug eingebauten Gasgeneratoren im eingebauten Zustand überlassen werden.
Gasgeneratoren gelten beim Versand als Gefahrgut und sind entsprechend so zu verpacken, zu markieren und nachzuweisen.

### Österreich
In Österreich ist der Umgang mit pyrotechnischen Gegenständen im Pyrotechnikgesetz geregelt. Nach § 15 dieses Gesetzes dürfen pyrotechnische Gegenstände oder Sätze der Kategorie P1 (z. B. Airbag und Gurtstraffereinheiten) nur von Personen besessen oder verwendet werden, die mindestens 18 Jahre alt sind.